# 瓦爾帕萊索省

瓦爾帕萊索省（西班牙語：Provincia de Valparaíso）是智利的54個省份之一，位於該國中部，由瓦爾帕萊索大區負責管轄，首府設於瓦爾帕萊索，面積2,146平方公里，2002年人口651,821，人口密度每平方公里303.7人。

## 外部連結
- Official link （页面存档备份，存于）